# مزمل
سوره مزمّل در مکه نازل شده و دارای ۲۰ آیه است. کلمه مزمّل  به معنی «جامه به خود پیچیده» می باشد. این سوره از سوره‌های مفصلات قرآن است که بخش میانی حزب سوم از جزء ۲۹ را تشکیل می‌دهد و همچنین از سوره‌های یازده‌گانه مخاطبات است که خطاب به پیامبر اسلام دارند.

## نزول
این سوره در اول بعثت،هنگامی که مشرکان در دار الندوة دعوتش را نپذیرفتند، در مکه نازل شده‌است. سوره مزمل بعد از سوره قلم نازل شده‌است. برخی سوره مزمل را چهارمین سوره به ترتیب نزول می‌دانند. برخی نیز آن را دومین یا سومین سوره نازل‌شده می‌دانند.

## محتوای سوره
محورهای مورد بحث در این سوره:
- دعوت پیامبر اسلام به قیام شبانه برای عبادت و تلاوت قرآن
- دعوت او به صبر و شکیبائی و مقاومت و مدارا با مخالفان
- بحث‌هایی پیرامون معاد، و ارسال موسی بن عمران به سوی فرعون
- تخفیف دستورهای شدید آغاز سوره به خاطر گرفتاری‌های مسلمانان
- دعوت به تلاوت قرآن، و خواندن نماز و دادن زکات و انفاق در راه خدا و استغفار

## فضیلت
در حدیثی از پیامبر اسلام آمده‌است: 
هرکس سوره مزمل رابخواند سختی‌ها در دنیا و آخرت از او برداشته می‌شود.

و در حدیث دیگری از جعفر صادق آمده: 
هرکس سوره مزمل را در نماز عشا یا در آخر شب بخواند، شب و روز، و همچنین خود این سوره، گواه او درروز قیامت خواهد بود، و خداوند او را حیات پاکیزه و مرگ پاکیزه‌ای خواهد داد.